# Zitadelle Cyriaksburg

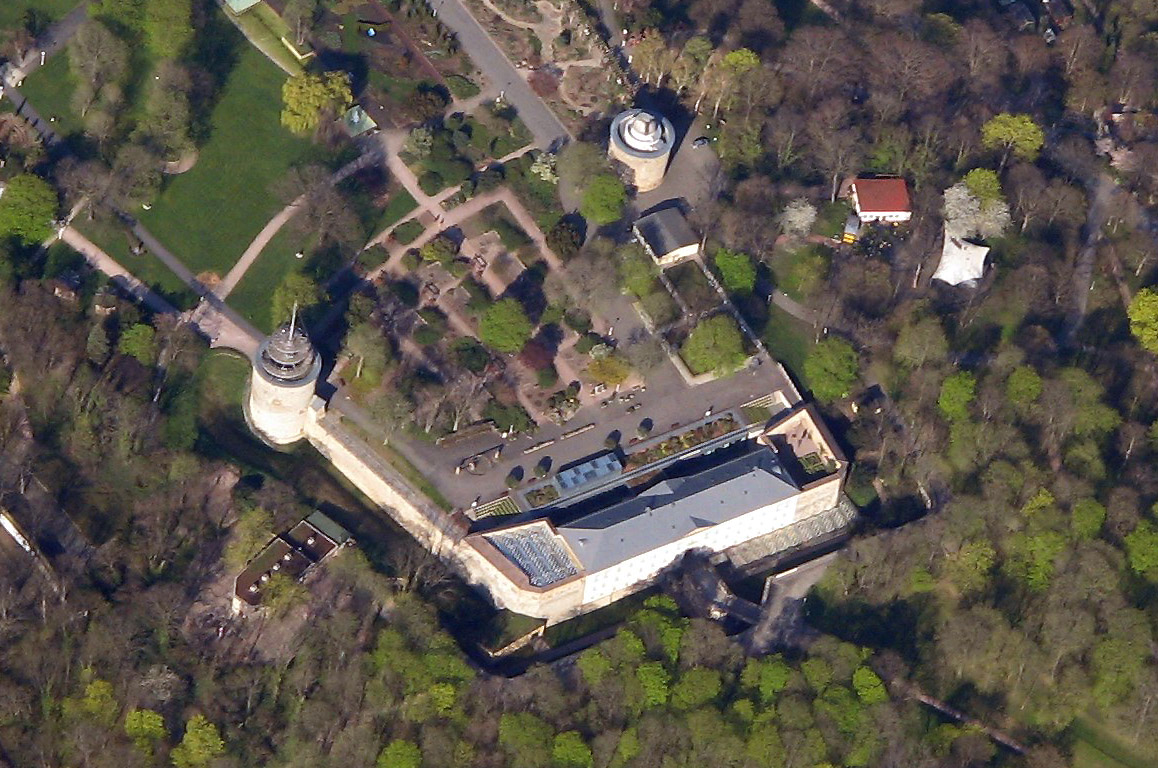
Zitadelle Cyriaksburg (Luftbild 2007)

Die Zitadelle Cyriaksburg im Südwesten der thüringischen Landeshauptstadt Erfurt ist eine ursprünglich städtische, später schwedische, kurmainzische und preußische Stadtfestung des 17. bis 19. Jahrhunderts. Sie liegt auf dem 265 Meter hohen Cyriaksberg, inmitten des egaparks Erfurt.
An gleicher Stelle stand zuvor seit dem 12. Jahrhundert das Cyriakskloster. 350 Jahre später brach man dieses ab und errichtete dafür zwischen 1480 und 1604 die städtische Festung Cyriaksburg. Sie sollte die Verteidigung der Stadt nach Westen hin verstärken. Während des Dreißigjährigen Krieges wurde sie auf Befehl Gustav Adolfs II. von Schweden zu einer Zitadelle ausgebaut. Nach der gewaltsamen Eroberung von Erfurt 1664 durch kurmainzische Truppen und der Errichtung der Zitadelle Petersberg, verlor sie jedoch stark an Bedeutung. Mit dem Wiener Kongress im Jahr 1815 kam die Zitadelle Cyriaksburg mit Erfurt zum preußischen Königreich und diente bis zur Reichsgründung 1871 als Befestigungsanlage. Ab 1919 ließ man sie zusammen mit dem Cyriaksberg in eine städtische Gartenanlage umgestalten.
Ab 1961 wurden auf dem Gelände die Dauerausstellung Internationale Gartenbauausstellung der sozialistischen Länder veranstaltet, woraus nach 1990 der heutige egapark Erfurt entstand. Ab 1995 erfolgten an der Festung Sanierungen in größerem Umfang. Heute befindet sich in ihren Gebäuden unter anderem das Deutsche Gartenbaumuseum.

## Geographie

Die Zitadelle (im Südwesten) auf einer Karte von Erfurt von 1843

Die Cyriaksburg liegt auf dem ca. 265 m hohen Cyriaksberg. Der Berg ist Teil einer Hochfläche westlich von Erfurt im Thüringer Becken, die nach Osten und Süden zum Tal der Gera abfällt und nach Norden zum Tal des Schmiraer Baches. Damit bot er strategisch wichtigen Punkt zur Sicherung der Siedlungen im Geratal. Die Höhe ist überwiegend unbewaldet, am Südhang in Richtung Hochheim und am Nordhang zum Schmiraer Bach auch besiedelt. Verkehrsmäßig gut erschlossen ist die Anhöhe durch die Bundesstraße 7 in Richtung Gotha und eine Straßenbahnlinie.

## Geschichte

### Vom Cyriakskloster zur Cyriaksburg (bis 1604)
Etwa 5000 vor Christus war der Cyriaksberg wahrscheinlich bereits von Steinzeitmenschen besiedelt. Die fruchtbaren Niederungen der Gera und die beherrschende Lage des Hügels boten dafür gute Voraussetzungen. 1123 errichtete man auf dem Berg das Cyriakskloster, ein Benediktiner-Nonnenkloster, benannt nach dem heiligen Cyriakus. Ursprünglich wurde das Kloster etwa 743 unter dem Namen St. Paul neben der Severikirche auf dem Domberg gegründet. Unter dem Mainzer Kurfürsten und Erzbischof Adalbert I. von Saarbrücken erfolgte aus Platzgründen die Verlegung auf den Cyriaksberg. In den folgenden Jahrhunderten wuchs die wirtschaftliche und politische Macht der Stadt Erfurt, wodurch sich einige Konflikte entwickelten. Dabei kam es auch zu Belagerungen der Stadt und insbesondere des strategisch wichtigen Cyriaksbergs. So beispielsweise Ende des 14. Jahrhunderts, als sich die Frage nach dem Nachfolger des Mainzer Erzbischofs Johann von Luxemburg stellte. Papst Gregor XI. und Kaiser Karl IV. einigten sich auf den jüngeren Bruder des Thüringer Landgrafen Friedrich des Strengen. Dagegen wählte das Mainzer Domkapitel den Grafen Adolf von Nassau, dem sich auch Erfurt anschloss. Zur Strafe ließ der Kaiser die Stadt Erfurt ächten und zusammen mit Truppen des Thüringer Landgrafen belagern. Dabei wurde der Cyriaksberg eingenommen, um von da aus die Stadt unter Beschuss zu nehmen und die Klostergebäude als Truppenunterkunft zu nutzen. Nach mehreren Monaten schloss 1382 schließlich der Kaiser mit der Stadt Frieden. Als Lehre aus diesem Ereignis ließ man die westliche Stadtbefestigung durch die Errichtung des Pförtchenturms (abgebrochen 1889) und Brühler Turms (abgebrochen 1633) verstärken.
In den folgenden Jahrhunderten hielten jedoch die politischen Unruhen an, und die Stadt gewann an Selbstständigkeit. Dagegen verloren der Papst und der Kaiser stark an Macht, so waren die Städte für ihren Schutz auf sich angewiesen. Der Erfurter Rat beschloss daher, auf dem Cyriaksberg eine Burg anzulegen. Die Cyriaksburg sollte das Geratal und die Straße nach Gotha und Nordhausen beherrschen. Für diesen Plan musste aber das ansässige Cyriakskloster ein zweites Mal verlegt werden, wofür sich Erfurt 1478 eine Erlaubnis beim Papst einholte. Als man zwei Jahre darauf am 14. Mai auch noch vom Kaiser Friedrich III. eine Baugenehmigung erhielt, schien dem Vorhaben nichts mehr im Wege zustehen. Doch der Mainzer Erzbischof und Kurfürst Diether von Isenburg und der Kurfürst Ernst von Sachsen fühlten sich von dem Vorhaben der Erfurter übergangen, so dass schließlich diese die außerthüringischen Handelsstraßen für Kaufleute aus Erfurt sperren ließen. Als wenig später auch noch ein wichtiger Beschützer der Stadt, Wilhelm III. Herzog von Sachsen starb, gab Erfurt allen Widerstand auf. Im Frieden von Amorbach (1483) und von Weimar (1483) verpflichtete sich Erfurt, Kurmainz als Landesherren anzuerkennen und an Kursachsen Schutzgelder sowie Territorien abzutreten. Die Cyriaksburg wurde jedoch von beiden Parteien im Nachhinein gebilligt, konnte aber aufgrund der hohen Geldzahlungen nur geringfügig weiter ausgebaut werden. So entstanden bis 1488 lediglich die Fundamente, der trockene Wallgraben sowie ein Teil der westlichen Ringmauer. Erst ab 1514 nahm man die Arbeiten wieder vollständig auf und errichtete dabei zwischen 1528 und 1530 die beiden westlichen Türme mit Schießscharten und den Festungsbrunnen. Ursprünglich sahen die Planungen insgesamt vier Türme vor, von denen aber die beiden östlichen vermutlich aus Kostengründen nie realisiert wurden. 1535 stellte man die gesamte Ringmauer mit Schießscharten bis auf die östliche Seite fertig. Sie besaß eine Ziegelbedachung zum Schutz vor dem Wetter und ruhte im Norden und Süden auf mehreren Gewölben, wodurch Baumaterial eingespart werden konnte. Ab 1530 wurde die Anlage in das Verteidigungssystem der Stadt eingegliedert und mit einer Bürgerwehr besetzt. Während des Schmalkaldischen Krieges zwischen 1546 und 1547 besetzten Truppenteile des Herzogs Moritz von Sachsen die Cyriaksburg, nachdem zuvor die Stadt ihnen den Einlass verwehrt hatte. 1604 wurde mit Errichtung eines Kehlgebäudes nach Osten, das als Kommandantenhaus diente, die Festung geschlossen. Etwa zur gleichen Zeit veränderte man die Wehrordnung der Burg, die von nun an eine ständige Besatzung vorsah.

### Ausbau zur Zitadelle (1604–1802)

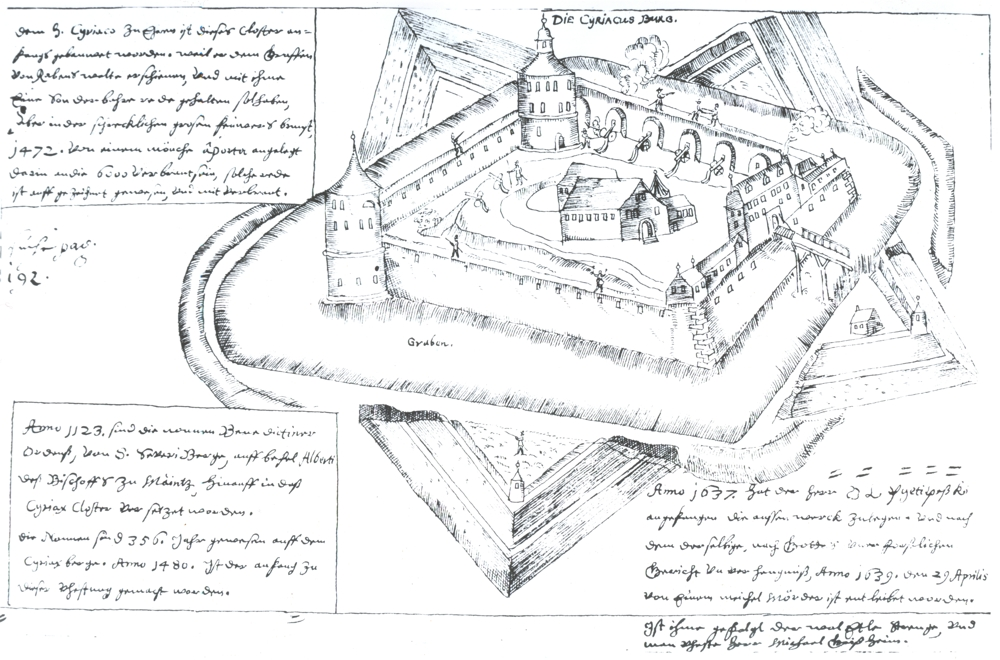
Abgeschlossener Ausbau der Cyriaksburg zur Zitadelle

Während des Dreißigjährigen Kriegs (1618–1648) wurde Erfurt mit dem Cyriaksberg 1631 durch Unionstruppen von Gustav Adolf II. von Schweden besetzt, nachdem die Stadt zuvor mehrere Belagerungsversuche mit Geldzahlungen abwenden konnte. Bei einem persönlichen Besuch von Erfurt am 24. September erkannte Gustav II. Adolf von Schweden sofort die strategisch wichtige Lage der Stadt mit ihren Verteidigungswerken. Daraufhin ließ er die Cyriaksburg unter dem Erfurter Festungsbaumeister Casper Vogell und dem Ingenieur Otto von Guericke zu einer Zitadelle ausbauen. Dazu gehörte, dass man die Innenseite der Ringmauern mit Erde zuschüttete sowie vor dem Wallgraben einen abgestuften Erdwall mit Palisaden anlegte. Die Gebäude der Burg wurden als Quartier und als Ausgangsbasis für Feldzüge der schwedischen Truppen genutzt. Außerdem errichteten die Schweden in den letzten Jahren ihrer Besatzungszeit vor jeder Seite der Festung ein Ravelin sowie vor den beiden westlichen Türmen je eine Traverse.
Mit dem Westfälischen Frieden (1648) endete der Dreißigjährige Krieg, und Erfurt hätte auf Grund alter Rechtsansprüche wieder in das Kurfürstentum Mainz eingegliedert werden sollen. Doch das hätte den Verlust der kommunalen Selbstständigkeit bedeutet. Erfurt weigerte sich und wurde schließlich 1664 von kurmainzischen und französischen Truppen gewaltsam zur Aufgabe gezwungen. Daraufhin besetzten diese auch die Zitadelle Cyriaksburg. Unter dem Mainzer Kurfürsten und Erzbischof Johann Philipp von Schönborn sollte die Befestigungsanlage auf dem Cyriaksberg modernisiert werden. Doch zunächst konzentrierte man sich auf die Errichtung der Zitadelle Petersberg auf dem benachbarten Petersberg. Dabei verlor die Zitadelle Cyriaksburg stark an Bedeutung und man begrenzte die Ausbauarbeiten auf den Bau eines Kavaliers, einer zweistöckigen Kaserne (1703) sowie eines gedeckten Laufgrabens zum Petersberg. Auf die Ausführung eines zunächst geplanten Hornwerks im Westen der Anlage verzichtete man. Beim Kavalier handelte es sich um einen Erdwall, der etwas höher als die umliegende Ringmauer war. In seinem Inneren lagen geschützt neben dem Kasernenbau, ein Brunnenhaus sowie eine kleine Kapelle. Außerdem besaß er in der rechten Flanke eine Kasematte und auf der Westseite mehrere Geschützstände, die über eine Rampe zu erreichen waren. Die hohen finanziellen Aufwendungen für neue notwendige Reparaturen an der Festung und neue militärische Entwicklungen führten 1760 zu neuen Überlegungen bei der Stadt Erfurt. Man dachte sogar über eine Schleifung der Anlage nach. Diese lehnte aber der Mainzer Kurfürst und Erzbischof Johann Friedrich Karl von Ostein aufgrund der unsicheren politischen Lage zu der Zeit ab.

### Unter preußischer Herrschaft (1802–1945)
Durch den preußisch-französischen Sondervertrag von 1802 erhielt Preußen von Frankreich als Entschädigung für die verlorenen Gebiete links des Rheinufers unter anderem das Eichsfeld und Erfurt. Daraufhin besetzte das preußische Regiment Nr. 59 von Wartensleben die Stadt mit dem Cyriaksberg. Dort fanden sie die Zitadelle in einem verwahrlosten Zustand vor, an dem die Preußen in den folgenden Jahren auch wenig änderten. Einzig Baracken sowie kleine Palisadentambours vor den Toren der Festung ließ man errichten, nachdem zuvor der Krieg zwischen Frankreich und Preußen (1806) ausgebrochen war. Nach der Schlacht von Jena und Auerstädt kapitulierte die Stadt Erfurt am 15. Oktober 1806 mit ihren beiden Zitadellen vor den napoleonischen Truppen, die daraufhin die Zitadelle Cyriaksburg einnahmen. Während der ersten Besatzungsjahre kümmerten sich die Franzosen weniger um den Ausbau der Festung, als vielmehr um den Verkauf von wertvollem Inventar. Aus Geldgier und Langeweile begannen die Franzosen nach einem Schatz aus der Zeit des Cyriaksklosters in den Mauern der Zitadelle Cyriaksburg zu suchen, der nach einer alten Sage dort eingemauert sein sollte. Daraufhin fing man am 9. Dezember 1810 mit dem teilweisen Abbau der östlichen und später der südlichen Mauer an. Wie die Bauunterlagen jedoch zeigten, lag die Erbauungszeit der betreffenden Mauerabschnitte im 17. Jahrhundert, so dass sich der vermutete Schatz dort nicht befinden konnte. Als sich diese Erkenntnis langsam bei den Franzosen durchsetzte, war bereits ein großer Schaden entstanden. Da aber die eigenen Kassen für die notwendige Reparatur der Mauern leer waren, brach man die kleine Burgkapelle ab und verkaufte deren Steine und Ziegeln. Erst nach dem verlorenen Russlandfeldzug von 1812 wurden wieder Instandsetzungsarbeiten an der Festungsanlage aufgenommen. Diese konzentrierten sich auf den Ausbau des Glacis (Schanze), der Türme mit bombensicherer Eindeckung sowie auf die Errichtung eines gedeckten Wegs mit Grabenkoffer zur Zitadelle Petersberg. Als am 6. April 1813 Napoleon Bonaparte die Cyriaksburg besichtigte, war er mit den vorgenommenen Arbeiten wenig zufrieden. Auf seinen Befehl hin holzte man im Sommer 1813 das Gebiet Dreienbrunnen ab und setzte es unter Wasser. Der von Napoleon vorgesehene Ausbau mit vier Eckbastionen unterblieb jedoch. Die Völkerschlacht bei Leipzig (16.–19. Oktober 1813) besiegelte den Untergang der napoleonischen Truppen. Teile der französischen Armee flohen nach dem Kampf in die Stadt Erfurt. Hier sollte sich das französische Heer sammeln und ein erstes Widerstandszentrum gegen die Verfolger entstehen. Die Leitung für dieses Vorhaben erhielt Generalfeldmarschall Alexandre d’Alton, der daraufhin am 25. Oktober 1813 mit dem Schließen aller Tore und Verkaufsläden die Blockade der Stadt einleitete. Nach drei Tagen hatte ein 34.900 Mann starkes, aus preußischen, österreichischen und russischen Truppenteilen bestehendes Belagerungskorps Erfurt von allen Seiten eng umschlossen und seine Quartiere und Artillerie in den umliegenden Dörfern aufgestellt. Im November unternahmen die Preußen ihre ersten Angriffe gegen die Zitadelle Cyriaksburg, die die 800 Mann starke napoleonische Besatzung zunächst abwehren konnte. Aber schließlich gaben die Franzosen am 6. Januar die Blockade der Stadt und am 7. Mai 1814 die Besetzung der Zitadelle Cyriaksburg auf, nachdem Paris bereits am 31. März gefallen war. Als die preußischen Truppen sie friedlich übernahmen, befand sich die Festung immer noch in einem verwahrlosten Zustand. Das zeigte sich vor allem an den baufälligen Gebäuden und der verfallenen Bogenmauer.

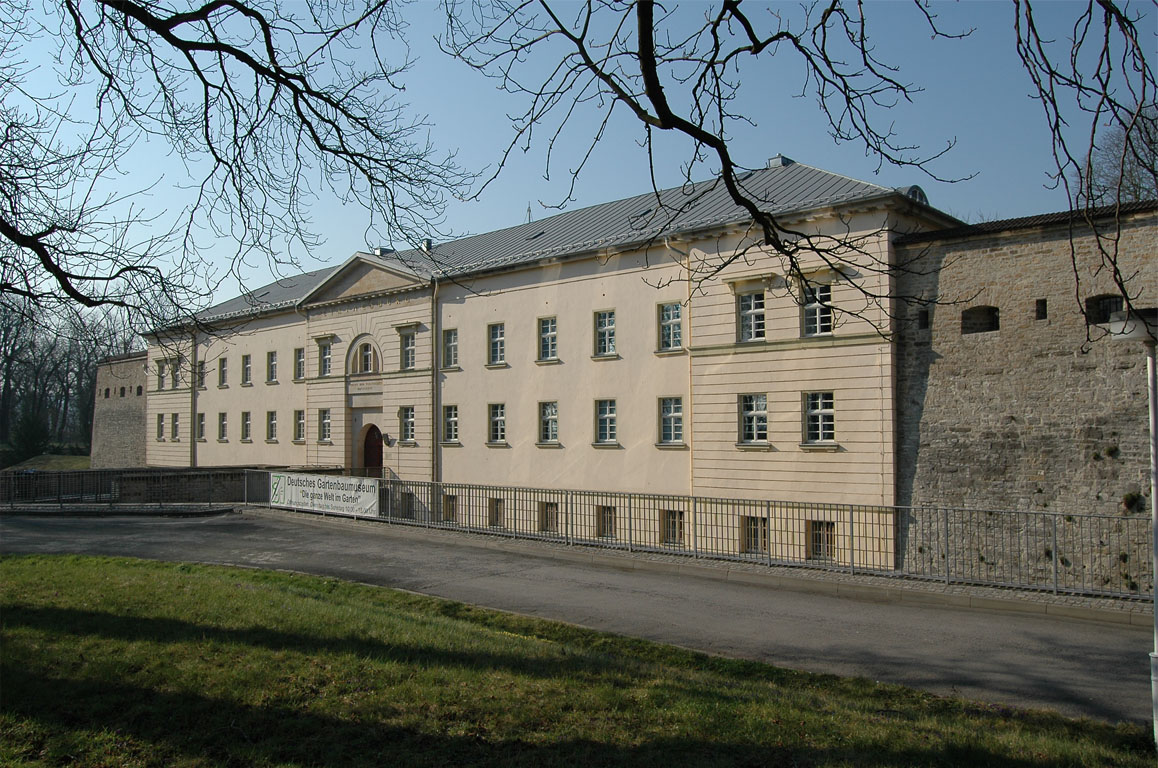
Defensionskaserne (errichtet zwischen 1825 und 1826), heute Sitz des Deutschen Gartenbaumuseums

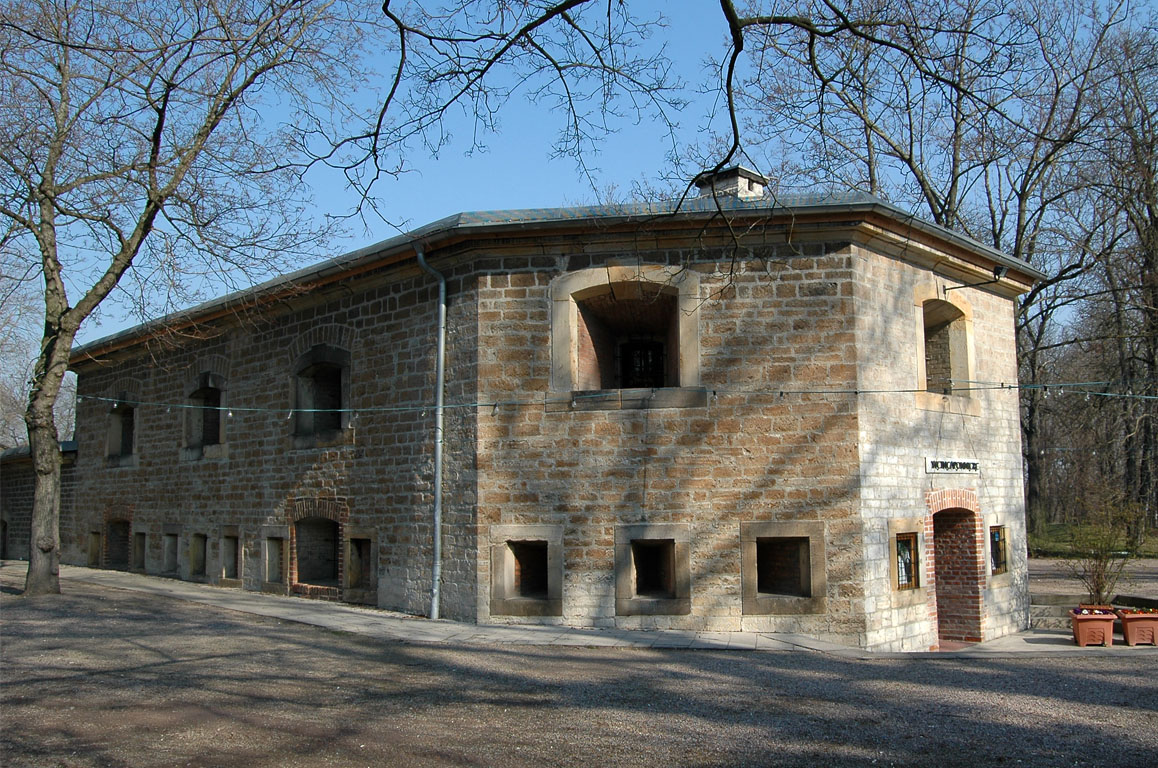
Seitenkaponniere I (errichtet 1829), heute Weinrestaurant

Nach dem Wiener Kongress (1814–1815) kam es zu einer Neuordnung Europas. Als Ergebnis erhielt das Königreich Preußen unter anderem die Provinz Sachsen und die Stadt Erfurt. Gemeinsam mit den Festungen Magdeburg, Wittenberg und Torgau sicherte die Festung Erfurt das preußische Kernland im sächsisch-thüringischen Raum. 1814 begann Preußen Erfurt mit seinen beiden Zitadellen Petersberg und Cyriaksburg zur Festung ersten Ranges auszubauen. Im Frühjahr 1824 legte der Ingenieurkapitän Gottlieb Heise (1788–1843) die Entwürfe für die Defensionskaserne der Cyriaksburg vor. Im Spätsommer 1824 wurde Johann Pientka gen. Haak (1785–1850) Ingenieur vom Platz Erfurt (bis 1837). Unter seiner Leitung wurde die Zitadelle Cyriaksburg bis 1830 im neupreußischen System ungewöhnlich stark ausgebaut. Zunächst wurden 1824 der Festungsgraben vertieft und die Gebäude im Inneren der Anlage abgebrochen. Anschließend errichtete man zwischen 1825 und 1826 die Defensionskaserne sowie 1827 die beiden Kanonenhöfe I und II und die Grabenkaponnieren I und II. Die beiden oberen Geschosse der Kaserne dienten als Unterkunft für die Festungsmannschaft und das Untergeschoss als Kriegsbäckerei und Küche mit Vorratsräumen. Die Hofseite des Gebäudes besaß zahlreiche Schießscharten und das Dach war für damalige Verhältnisse mit dicken Balken und einer Erdschicht bombensicher eingedeckt. 1827 wurden ein Turmreduit gebaut und die Spitzen der Türme abgetragen. Dabei nahm man auch den hölzernen Innenausbau heraus und tauschte ihn durch einen rund gemauerten Pfeiler aus. Er mündete zum Dach hin in ein Ringgewölbe, das den Turm für damalige Verhältnisse bombensicher machte. Zwischen 1827 und 1828 folgte die Fertigstellung der gesamten Kontereskarpenmauer im Festungsgraben, der Eckbatterien I und II und 1829 die der Seitenkaponnieren I und II. Sie besaßen wie alle Kaponnieren der Anlage an ihren Eingängen Tamboure (seitliche Mauern) mit kleinen Toren, wodurch der Festungsgraben bei einem Angriff in verschiedene Abschnitte geteilt werden konnte. 1829 regulierte man den gedeckten Weg, vollendete die Kehlkaponniere mit ihren beiden Zugbrücken und mauerte eine unterirdische Brunnenkammer mit Kuppelgewölbe. Sie umschloss den Mitte des 16. Jahrhunderts angelegten Festungsbrunnen und war über einen Gang mit der Defensionskaserne verbunden. Mit der Korrektur des Erdkavaliers 1830 errichtete man in der Mitte der Front die Hohltraverse I mit Schießscharten, eine Kriegslatrine und im Inneren der beiden Flanken weitere Hohlräume. Des Weiteren erbaute man 1842 unterhalb der Seitenkaponniere II das Friedenspulvermagazin Nr. 7 und die Terrassenbatterie. Damit endeten die Modernisierungsmaßnahmen an der Festung, die bis zur Einführung der gezogenen Geschütze in den 70er Jahren des 19. Jahrhunderts als uneinnehmbar galt. Ab 1848 lag das 31. Infanterie-Regiment auf der Zitadelle Cyriaksburg und zwischen 1871 und 1873 folgte das 1. und 2. Magdeburgische Füsilier-Regiment Nr. 36.

### Von der Reichsgründung bis zum Ende des Zweiten Weltkriegs (1871–1945)
Mit Gründung des Deutschen Reichs 1871 wurden Preußen, Bayern und Württemberg zu Verbündeten. Dadurch verloren zahlreiche Festungen an Bedeutung, die daraufhin offengelegt oder sogar geschleift wurden. Auch für die Zitadelle Cyriaksburg gab Kaiser Wilhelm I. 1873 den Befehl zur Entfestigung. Daraufhin wurden nach Plänen des Ingenieur-Majors Ritter der Erdkavalier, die gesamte Ringmauer, die Zugbrücken sowie die Tambours abgebrochen. Außerdem ließ man die Festungsgräben bis auf die Ostseite zuschütten. Ab 1885 wurde ein Teil des Cyriaksbergs durch einen Verschönerungsverein in einen wildromantischen Landschaftsgarten verwandelt. In den folgenden Jahren reichte der Raum für die Besatzung immer weniger, so dass man 1893 im Norden der Anlage eine Baracke erbaute und schließlich sogar über einen Verkauf der Festung nachdachte. Doch dazu kam es vorerst nicht, und so wurden die Kasernen weiterhin bis zum Ende des Ersten Weltkriegs als Truppenunterkunft für Teile des 3. Thüringischen Infanterie-Regiments Nr. 71. genutzt. Schließlich kaufte die Stadt 1919 für 200.000 Goldmark den gesamten Cyriaksberg von Preußen ab und gestaltete ihn als städtische Gartenanlage. Dabei baute man 1935 den südwestlichen Turm zu einem Aussichtsturm für Besucher um. Während des Zweiten Weltkriegs stellte die Wehrmacht auf den Türmen Flak-Geschütze auf, und die Gewölbe der Festung dienten als Luftschutzkeller für die Erfurter Bevölkerung.

### Nutzung nach dem Zweiten Weltkrieg
In der Zeit der DDR wurde das um die Zitadelle Cyriaksburg gelegene Areal als Gartenbauausstellung genutzt, so etwa für die Veranstaltung Erfurt blüht (1950) und Samen-Export-Schau (1955). Wenig später baute man das Gelände zusammen mit dem Burghof der Zitadelle zu einem Kulturpark mit einer Freilichtbühne im ehemaligen Steinbruch aus und funktionierte den nordwestlichen Turm zu einer Sternwarte um. Zwischen 1958 und 1961 erfolgte ein weiterer Ausbau für die Dauerausstellung Internationale Gartenbauausstellung der sozialistischen Länder (iga). Außerdem richtete man in der Defensionskaserne ein Gartenbaumuseum mit einer umfangreichen Gartenbaubibliothek ein. Nach der Wende 1989/90 wurde der heutige egapark Erfurt an Stelle der iga gegründet und ab 1995 stückweise mit der Restaurierung der erhaltenen Gebäude der Zitadelle Cyriaksburg begonnen. Dabei blieben die Nutzung des nördlichen Turms als Sternwarte und die der Defensionskaserne als Museum erhalten. Seit dem Mai 2000 befindet sich in der Defensionskaserne das neugegründete Deutsche Gartenbaumuseum und präsentiert auf 1500 m² die Welt des Gartenbaus. Den südlichen Turm baute man nach seiner Freilegung 1997 mit einer Stahlkonstruktion zu einem Aussichtsturm aus. Des Weiteren wurde der 60 Meter tiefe Festungsbrunnen in der Defensionskaserne für Besucher begehbar gemacht. Daneben sind heute auch noch Reste der Graben- und Wallanlage sowie ein Stück der rekonstruierten südlichen Festungsmauer erhalten.

## Aufbau

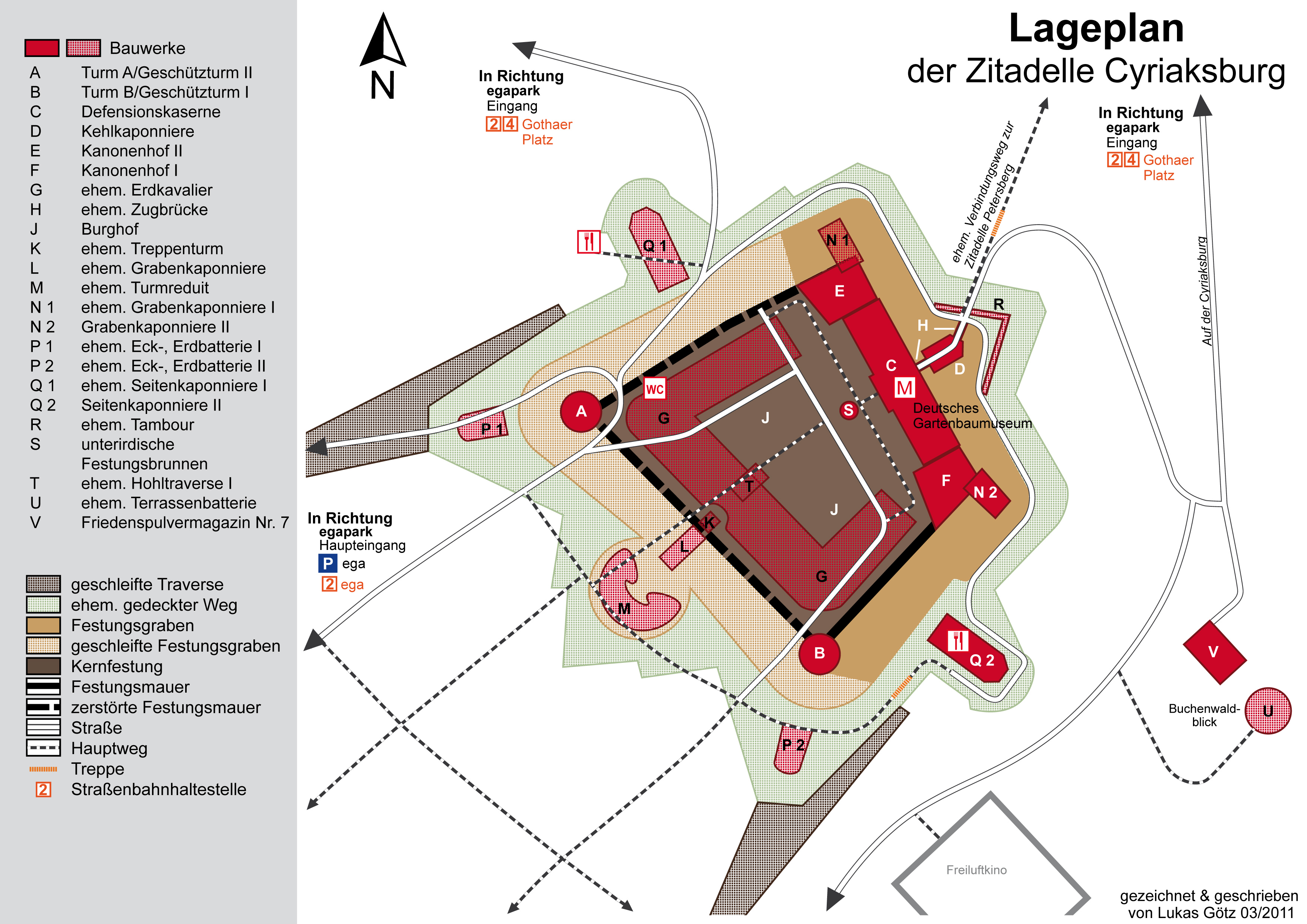
Lageplan der Zitadelle Cyriaksburg (2011)

Die Zitadelle Cyriaksburg ist eine größtenteils erhaltene Stadtfestung aus dem 17. bis 19. Jahrhundert und diente zunächst als eigenständige Festung sowie später als detachiertes Werk der benachbarten Zitadelle Petersberg. Ihre Kernfestung erstreckt sich über eine Fläche von ca. 8000 m² und besteht aus einem unregelmäßigen, viereckigen Grundriss, der ursprünglich von einem Festungsgraben mit gedecktem Weg umgeben war. Der Graben konnte im Verteidigungsfall durch Tamboure in verschiedene Abschnitte geteilt werden und stand mit der Zitadelle Petersberg über einen gedeckten Verbindungsweg (doppelter Grabenkoffer) in Verbindung. Rings um die Kernfestung lagen ursprünglich ein hufeisenförmiges Turmreduit, zwei Erd-, Eckbatterien mit Traversen und zwei Seitenkaponnieren und sollten die westliche Seite der Zitadelle verstärken. Die unteren Geschosse des Turmreduits und der Erd-, Eckbatterien besaßen Zugänge zu einem unterirdischen Konterminensystem, das in das davorliegende Terrain führte. In ihm patrouillierten Soldaten, um im Belagerungsfall feindliche Mineure frühzeitig zu lokalisieren und sie an ihrem Zerstörungswerk zu hindern. Im Jahr 1925 wurden das Turmreduit und die beiden Erd-, Eckbatterien sowie in den 1950er Jahren die nördliche Seitenkaponniere abgerissen. Etwas abgelegen im Süden der Zitadelle Cyriaksburg liegen bis heute ein Friedenspulvermagazin und Reste der ehemaligen Terrassenbatterie, die der Bestreichung des Geratals diente und später zu einem Aussichtspunkt ausgebaut wurde. In das Innere der Zitadelle gelangte man bis zur Entfestigung einzig über die Zugbrücke und Kehlkaponniere der Defensionskaserne im Nordosten der Anlage, die durch einen vorgelagerten Tambour geschützt wurde. Die Defensionskaserne wurde zwischen 1824 und 1826 im preußischen Klassizismus und mit eklektizistischen Elementen errichtet und wird von zwei Kanonenhöfen flankiert. Ihre Mauern zum Burghof hin sind verstärkt und mit Schießscharten für Artillerie und Infanterie versehen. Im Erdgeschoss der Kaserne lagen ursprünglich Vorratsräume für Waffen und Proviant, die Kriegsküche und die Festungsbäckerei und in den beiden Etagen darüber die Mannschaftsräume. Im Inneren besteht die Defensionskaserne aus zahlreichen einzelnen Abschnitten, die im Falle einer feindlichen Erstürmung durch einsetzbare Palisadenwände voneinander getrennt werden konnten. Des Weiteren liegen im Erdgeschoss des Gebäudes Verbindungen zu einem unterirdischen Gewölbe mit Brunnenanlage und zu den vorgelagerten Grabenkaponnieren und Kehlkaponniere. Der Brunnen besitzt eine Tiefe von ca. 40 m und wird über eine 8 m³ große Zisterne gespeist. Nach Nutzung als Truppenunterkunft diente die Kaserne zwischen 1961 und 1994 als Sitz eines Gartenbaumuseums und beherbergt seit Mai 2000 das neugegründete Deutsche Gartenbaumuseum. Des Weiteren wird die Kernfestung im Südwesten durch zwei 15 m hohe Geschütztürme begrenzt, deren Mauern mit zahlreichen Schießscharten versehen sind. Der Turm A trägt an der Nordseite ein Relief aus dem Jahr 1528, das das Wappen der Stadt Erfurt und der damals zugehörigen Dörfer Kapellendorf, Vieselbach, Schlossvippach und Vargula zeigt. Seit 1935 wird der Turm B als Aussichtsturm und seit 1955 der Turm A als Sternwarte genutzt, dessen drehbare Kuppel einen Durchmesser von 5 m besitzt und vom VEB Carl Zeiss Jena hergestellt wurde. Die unteren Etagen der Türme wurden zusammen mit Teilen des Festungsgrabens nach Festungsaufhebung zugeschüttet und erst nach Sanierungsarbeiten in den 1990er Jahren am Turm B wieder freigelegt. Des Weiteren waren die Türme ursprünglich über eine Ringmauer mit dem Rest der Anlage verbunden, die eine Gesamtlänge von ca. 400 m und eine Höhe von ca. 3 m besaß. Nach oben wurden die Mauern durch ein spitz abgeschrägtes Dach abgeschlossen, um feindlichen Soldaten das Überwinden zu erschweren. Schließlich erstreckt sich zwischen der Defensionskaserne und den Geschütztürmen der ehemalige Burghof, auf dem ursprünglich ein Kavalier angelegt war. Dabei handelte es sich um einen Erdwall mit zwei Flanken, der die umliegende Ringmauer überhöhte und dessen Hohlräume als Kriegspulvermagazin und Kasematten genutzt wurden. Des Weiteren besaß der Kavalier an der nördlichen Flanke eine Rampe zum Hinaufziehen von Geschützen und war in der Mitte der Front mit einer Hohltraverse bebaut. Diese verfügte über Schießscharten und führte über einen Treppenturm und anschließende Grabenkaponniere in das Turmreduit. Infolge der Entfestigung wurde der Kavalier abgetragen und in den 1920er, 1950er Jahren zusammen mit dem Burghof zu einer Gartenanlage umgestaltet.